# Mistrovství Evropy v basketbalu žen 1993
24. mistrovství Evropy v basketbalu žen proběhlo v dnech 8. – 13. června v Perugii v Itálii.
Turnaje se zúčastnilo osm týmů, rozdělených do dvou čtyřčlenných skupin. První dvě družstva postoupila do semifinále. Týmy, které skončily na třetím a čtvrtém místě hrály o 5. - 8. místo. Mistrem Evropy se stalo družstvo Španělska.

## Výsledky a tabulky

### Skupina A
|    |           | ITA   | ESP   | BUL   | POL   | V | P | Skóre   | B |
| 1. | Itálie    | ***   | 66:56 | 89:69 | 67:64 | 3 | 0 | 222:189 | 6 |
| 2. | Španělsko | 56:66 | ***   | 76:70 | 98:62 | 2 | 1 | 230:198 | 5 |
| 3. | Bulharsko | 69:89 | 70:76 | ***   | 81:73 | 1 | 2 | 220:238 | 4 |
| 4. | Polsko    | 64:67 | 62:98 | 73:81 | ***   | 0 | 3 | 199:246 | 3 |

 Španělsko -  Polsko 92:68 (40:40)
8. června 1993 (14:30) – Perugia
 Itálie -  Bulharsko 79:69 (36:34)
8. června 1993 (16:30) – Perugia
 Španělsko -  Bulharsko 76:70 (44:39)
9. června 1993 (14:30) – Perugia
 Itálie -  Polsko 67:64 (32:36)
9. června 1993 (16:30) – Perugia
 Bulharsko -  Polsko 81:73 (42:41)
10. června 1993 (14:30) – Perugia
 Itálie -  Španělsko 66:56 (28:34)
10. června 1993 (16:30) – Perugia

### Skupina B
|    |           | SVK   | FRA   | HUN   | RUS   | V | P | Skóre   | B |
| 1. | Slovensko | ***   | 70:51 | 88:82 | 75:80 | 2 | 1 | 233:213 | 5 |
| 2. | Francie   | 51:70 | ***   | 77:64 | 71:53 | 2 | 1 | 199:187 | 5 |
| 3. | Maďarsko  | 82:88 | 64:77 | ***   | 89:76 | 1 | 2 | 235:241 | 4 |
| 4. | Rusko     | 80:75 | 53:71 | 76:89 | ***   | 1 | 2 | 209:235 | 4 |

 Francie -  Rusko 71:53 (46:29)
8. června 1993 (19:00) – Perugia
 Slovensko -  Maďarsko 88:82 (44:39)
8. června 1993 (21:00) – Perugia
 Rusko -  Slovensko 80:75 (41:33)
9. června 1993 (18:30) – Perugia
 Francie -  Maďarsko 77:64 (31:32)
9. června 1993 (20:30) – Perugia
 Maďarsko -  Rusko 89:76 (40:42)
10. června 1993 (18:30) – Perugia
 Slovensko -  Francie 70:51 (37:28)
10. června 1993 (20:30) – Perugia

### Semifinále
Francie -  Itálie 56:54 (23:28)
12. června 1993 (13:00) – Perugia
 Španělsko -  Slovensko 73:55 (35:39)
12. června 1993 (15:00) – Perugia

### Finále
Španělsko -  Francie 63:53 (27:30)
13. června 1993 (18:30) – Perugia

### O 3. místo
Slovensko -  Itálie 68:67 (32:39)
13. června 1993 (16:30) – Perugia

### O 5. - 8. místo
Bulharsko -  Rusko 76:74 (41:48)
12. června 1993 (13:00) – Perugia
 Polsko -  Maďarsko 95:64 (50:22)
12. června 1993 (15:00) – Perugia

### O 5. místo
Polsko -  Bulharsko 77:72 (36:36)
13. června 1993 (14:30) – Perugia

### O 7. místo
Rusko -  Maďarsko 103:83 (51:42)
13. června 1993 (12:30) – Perugia

## Konečné pořadí
| Pořadí           | Tým       | Z | V | P | Skóre   | B |
| ---------------- | --------- | - | - | - | ------- | - |
| Zlatá medaile    | Španělsko | 5 | 4 | 1 | 360:312 | 9 |
| Stříbrná medaile | Francie   | 5 | 3 | 2 | 308:304 | 8 |
| Bronzová medaile | Slovensko | 5 | 3 | 2 | 356:353 | 8 |
| 4.               | Itálie    | 5 | 3 | 2 | 333:313 | 8 |
| 5.               | Polsko    | 5 | 2 | 3 | 377:376 | 7 |
| 6.               | Bulharsko | 5 | 2 | 3 | 368:376 | 7 |
| 7.               | Rusko     | 5 | 2 | 3 | 386:394 | 7 |
| 8.               | Maďarsko  | 5 | 1 | 4 | 382:439 | 6 |